# Mistrzostwa Europy w Gimnastyce Sportowej 2016
Mistrzostwa Europy w Gimnastyce Sportowej 2016 odbyły się w dniach 25 maja - 5 czerwca 2016 w Bernie. Były to trzydzieste czwarte mistrzostwa kobiet i trzydzieste piąte dla mężczyzn.

## Reprezentacja Polski

### kobiety
- Katarzyna Jurkowska-Kowalska – 11. (wielobój druż.); 8. (skok)
- Gabriela Janik – 11. (wielobój druż.)
- Paula Plichta – 11. (wielobój druż.)
- Alma Kuc – 11. (wielobój druż.)
- Klara Kopeć – 11. (wielobój druż.)

### mężczyźni
- Łukasz Borkowski – 24. (wielobój druż.)
- Sebastian Gawroński – 24. (wielobój druż.)
- Patryk Rabstajn – 24. (wielobój druż.)
- Piotr Wieczorek - 24. (wielobój druż.)
- Filip Sasnal - 24. (wielobój druż.)

## Kobiety

### Seniorki

#### Wielobój drużynowy
| Miejsce | Zawodniczka                                                                                               | Punkty  |
| ------- | --- | ------- |
|         | Rosja · Alija Mustafina · Ksienija Afanasjewa · Angelina Melnikowa · Darija Spiridonowa · Seda Tutchaljan | 175.212 |
|         | Wielka Brytania · Elissa Downie · Rebecca Downie · Claudia Fragapane · Gabrielle Jupp · Ruby Harrold ·    | 170.312 |
|         | Francja · Marine Boyer · Marine Brevet · Oréane Lechenault · Loan His · Alison Lepin ·                    | 168.496 |

#### Przyrządy
| konkurencja | Złoto:             | Srebro:            | Brąz:               |
| poręcze     | Rebecca Downie     | Darija Spiridonowa | Alija Mustafina     |
| równoważnia | Alija Mustafina    | Marine Boyer       | Cătălina Ponor      |
| skok        | Giulia Steingruber | Elissa Downie      | Ksienija Afanasjewa |
| wolne       | Giulia Steingruber | Elissa Downie      | Cătălina Ponor      |

### Juniorki

#### Wielobój drużynowy
| Miejsce | Zawodniczka                                                                                             | Punkty  |
| ------- | --- | ------- |
|         | Rosja · Elena Eremina · Anastazija Iliankowa · Uljana Perebinosowa · Angelina Simakowa · Warwara Zubowa | 168.179 |
|         | Wielka Brytania · Alice Kinsella · Maisie Methuen · Taeja James · Megan Parker · Lucy Stanhope ·        | 163.912 |
|         | Rumunia · Ioana Crisan · Alisia Botnaru · Olivia Cimpian · Carmen Ghiciuc · Denisa Golgotă ·            | 163.678 |

#### Wielobój indywidualny
| Miejsce | Zawodniczka    | Punkty |
| ------- | -------------- | ------ |
|         | Elena Eremina  | 54,550 |
|         | Lynn Genhart   | 54.365 |
|         | Martina Basile | 54.266 |

#### Przyrządy
| konkurencja | Złoto:               | Srebro:                       | Brąz:               |
| poręcze     | Anastazija Iliankova | Uljana Perebinosowa           | Lorette Charpy      |
| równoważnia | Anastazija Iliankova | Alice Kinsella                | Elena Eremina       |
| skok        | Martina Maggio       | Martina Basile Denisa Golgotă |                     |
| wolne       | Denisa Golgotă       | Alice Kinsella                | Uljana Perebinosowa |